# Phrikoceros
Tytthosoceros
Genre
Phrikoceros (synonyme Tytthosoceros) est un genre de vers plats polyclades marins de la famille des Pseudocerotidae.

## Description
Le genre Phrikoceros ressemble morphologiquement au genre Pseudobiceros mais ne possède qu’un seul système reproducteur mâle comme pour le genre Pseudoceros.
Les pseudo-tentacules ne sont pas de simples plis mais sont carrés ou froissés.
Description du genre synonyme Tytthosoceros
Ce genre regroupe des espèces de Pseudocérotides de taille moyenne allant de 10 mm de long et de 6 mm de large à 70 mm de long et 40 mm.
Le corps est allongé et ovale, extrêmement lisse et délicat, soulevé médialement avec de profonds volants marginaux crénelés et légèrement effilés en arrière. Les pseudo-tentacules sont relativement petits, formés à partir du bord antérieur, en forme d’oreille et maintenus en érection. Le groupe d'ocelles cérébraux présente une forme de fer à cheval avec environ 60 à 100 yeux dans la zone ovale claire. Les ocelles pseudo-tentaculaires dorsaux sont peu nombreux, au nombre d'environ 30 à 40, et dispersés entre les pseudo-tentacules sans constituer de grappes. Les ocelles pseudo-tentaculaires ventraux sont plus nombreux. Ils s'étendent médialement vers les extrémités pseudo-tentaculaires en deux paquets.
Le pharynx est large, antérieur, mesurant environ 1/5 du corps, avec environ 5 paires de plis pharyngiens simples. La bouche est centrale. L'intestin grêle est large, s'étendant en arrière mais se terminant avant l'extrémité postérieure, avec des branches latérales non évidentes. Un pore mâle est présent postérieurement au pharynx avec un pore femelle postérieur et proche du pore mâle. Une petite ventouse discrète et bien séparée des gonopores, est distinctement placée au milieu du corps. Le canal déférent forme un réseau étendu. L'appareil copulateur mâle est unique avec la vésicule séminale arrondie et oblongue. La prostate est ovale et orientée antéro-dorsalement. Les papilles du pénis sont bien visibles. Le stylet, sclérosé, est large et court. L'antrum femelle est large et profond et les parois vaginales sont musclées.

## Systématique
Le nom valide complet (avec auteur) de ce taxon est Phrikoceros Newman & Cannon, 1996.
Phrikoceros a pour synonyme Tytthosoceros Newman & Cannon, 1996. Le nom du genre Tytthosoceros provient de ses pseudo-tentacules relativement petits, du grec Tytthos, petit, et ceros, corne.

### Liste des espèces
Selon la base de données World Register of Marine Species (27 novembre 2023), le genre Phrikoceros contient les espèces suivantes :
- Phrikoceros baibaiye Newman & Cannon, 1996
- Phrikoceros diadaleos Newman & Cannon, 1996
- Phrikoceros fritillus Newman & Cannon, 1996
- Phrikoceros galacticus Newman & Cannon, 1996
- Phrikoceros inca (Baeza, Veliz, Pardo, Lohrmann & Guisado, 1997)
- Phrikoceros katoi Newman & Cannon, 1996
- Phrikoceros lizardensis Newman & Cannon, 1996
- Phrikoceros mopsus (Marcus, 1952)[3]
- Phrikoceros nocturnus Newman & Cannon, 1996

De plus, bien qu'invalide, le genre Tytthosoceros contient l'espèce Tytthosoceros nocturnus Newman & Cannon, 1996 et il n'est pas indiqué que Phrikoceros nocturnus et Tytthosoceros nocturnus soient la même espèce.

### Publications originales
1. ↑   (en) Leslie J. Newman, Lester R. G. Cannon, « New genera of pseudocerotid flatworms (Platyhelminthes; Polycladida) from Australian and Papua New Guinean coral reefs » Journal of Natural History, vol. 30, n. 10, 1996, pp. 1425-1441
2. 1 2   (en) Leslie J. Newman, Lester R. G. Cannon, « Bulaceros, new genus, and Tytthosoceros, new genus, (Platyhelminthes: Polycladida) from the Great Barrier Reef, Australia and eastern Papua New Guinea », Raffles Bulletin of Zoology, vol. 44, n. 2, pp. 479-492(pdf)